# Régis Passerieux
 (avril 2025).
La mise en forme du texte ne suit pas les recommandations de Wikipédia : il faut le « wikifier ».
Les points d'amélioration suivants sont les cas les plus fréquents :
- Les titres sont pré-formatés par le logiciel. Ils ne sont ni en capitales, ni en gras.
- Le texte ne doit pas être écrit en capitales (les noms de famille non plus), ni en gras, ni en italique, ni en « petit »…
- Le gras n'est utilisé que pour surligner le titre de l'article dans l'introduction, une seule fois.
- L'italique est rarement utilisé : mots en langue étrangère, titres d'œuvres, noms de bateaux, etc.
- Les citations ne sont pas en italique mais en corps de texte normal. Elles sont entourées par des guillemets français : « et ».
- Les listes à puces sont à éviter, des paragraphes rédigés étant largement préférés. Les tableaux sont à réserver à la présentation de données structurées (résultats, etc.).
- Les appels de note de bas de page (petits chiffres en exposant, introduits par l'outil «  Source ») sont à placer entre la fin de phrase et le point final[comme ça].
- Les liens internes (vers d'autres articles de Wikipédia) sont à choisir avec parcimonie. Créez des liens vers des articles approfondissant le sujet. Les termes génériques sans rapport avec le sujet sont à éviter, ainsi que les répétitions de liens vers un même terme.
- Les liens externes sont à placer uniquement dans une section « Liens externes », à la fin de l'article. Ces liens sont à choisir avec parcimonie suivant les règles définies. Si un lien sert de source à l'article, son insertion dans le texte est à faire par les notes de bas de page.
- La présentation des références doit suivre les conventions bibliographiques. Il est recommandé d'utiliser les modèles {{Ouvrage}}, {{Chapitre}}, {{Article}}, {{Lien web}} et/ou {{Bibliographie}}. Le mode d'édition visuel peut mettre en forme automatiquement les références.
- Insérer une infobox (cadre d'informations à droite) n'est pas obligatoire pour parachever la mise en page.

Pour une aide détaillée, merci de consulter Aide:Wikification.
Si vous pensez que ces points ont été résolus, vous pouvez retirer ce bandeau et améliorer la mise en forme d'un autre article.
Régis Passerieux, né le 16 mai 1959 à Béziers, est un haut fonctionnaire, avocat, essayiste et homme politique français. Ancien maire d’Agde (Hérault), dirigeant du Parti socialiste dans les années 1990, il était jusqu'en mars 2025 Commissaire à la transition industrielle, écologique et énergétique de la zone Fos-Berre. Fondateur du mouvement civique Refondation , il défend alors une vision personnaliste de la politique fondée sur le lien social, la subsidiarité et l'écologie humaine. Inspiré de la doctrine sociale européenne, il promeut une démocratie enracinée, décentralisée et attentive aux fragilités.

## Formation
Régis Passerieux est diplômé en droit des universités de Montpellier et Paris I. Il est également ancien élève de l'Institut d'études politiques de Paris (1983) et de l'École nationale d'administration (promotion Michel de Montaigne, 1988).

### Maire d’Agde et conseiller général
En 1989, à 29 ans, il est élu maire d’Agde, qu’il administre jusqu’en 2001. Il devient également conseiller général de l’Hérault de 1994 à 2008.

### Fonctions nationales
De 1994 à 2003, il est membre du bureau national du Parti socialiste, où il est notamment secrétaire national aux services publics, puis aux relations internationales, succédant à Henri Nallet et précédant Pierre Moscovici. Il participe à plusieurs missions diplomatiques (Israël/Palestine, Côte d’Ivoire, Iran, Irak). Il avait précédemment exercé les fonctions de délégué national aux questions de police auprès de Laurent Fabius premier secrétaire, et de secrétaire national au secteur public auprès de François Hollande, succédant à ce poste à Ségolène Royal, appelée au gouvernement Jospin. En septembre 2002, il plaide le premier au sein des instances du Parti socialiste, pour l'usage par la France de son droit de véto au Conseil de sécurité de l'ONU face aux velléités d'intervention américaine en Irak en indiquant en tant que  secrétaire national à l’international que le PS serait « attentif à la position de la France au Conseil de sécurité », rappelant qu’elle disposait du droit de veto . En 2023, proposant au Parti socialiste de remettre "les compteurs à zéro" devant les risques de guerre civile et de violences en Côte d'Ivoire, il conduit, avec autour de lui Henri Emmanuelli, l'ancien ministre de la coopération Charles Josselin et le délégué à l'Afrique auprès de lui, Guy Labertit, une délégation qui rencontre à Abidjan non seulement le président Laurent Gbagbo, mais aussi tous ses opposants, le conduisant à revenir à la table des négociations.
Critique depuis déjà une décennie sur son évolution, il quitte en 2017 le Parti socialiste auquel il avait adhéré en 1978 à 17 ans.

### Carrière administrative et politique
Il commence sa carrière en 1988 à la Direction générale des collectivités locales (DGCL), en tant qu'administrateur civil affecté à la sous-direction des finances locales, au bureau des concours financiers de l'Etat, puis à la Technopole de l'Arbois, dont il participe à la fondation, en tant que sous-directeur en charge du développement. Il a été également conseiller technique au cabinet du ministre des Outre-mer (2000–2002) pour les affaires internationales et chargé de mission à la Commission nationale pour la décentralisation présidée par Pierre Mauroy.

### Carrière dans le secteur privé
À partir de 2002, il devient avocat en droit public économique, notamment chez Lysias partners, associé à Yves Baudelot, Jean-Pierre Mignard et Francis Teitgen, avant de créer son propre cabinet Passerieux Thin Avocats en 2005. De 2009 à 2017, il a exercé son activité en Chine, à Pékin puis Wuhan, avant d'accompagner plusieurs sociétés françaises dans leur développement en Chine et notamment être  représentant Chine de Keolis (filiale de la SNCF) et administrateur de la joint-venture créée entre Keolis et métro de Shanghai. Il dirige dans cadre des sociétés de conseil (Passerieux Partners Business and trade China, Euro Genese Development) au service de groupes de réseaux européens, en particuliers d'infrastructures.

### Retour à l'État
En 2017, il réintègre le ministère de l’Intérieur en tant que conseiller général pour la stratégie au CHEMI (centre des hautes études du ministère de l'intérieur), puis devient en 2020 directeur de l’innovation à l’IHEMI (Institut des hautes études du ministère de l'Intérieur). Il crée, pour les hauts dirigeants du ministère le Cycle supérieur d'intelligence artificielle. En mai 2021, il est nommé sous-préfet d’Istres , puis en 2024 commissaire à la transition industrielle, écologique et énergétique de la zone de Fos-Berre. Il impulse depuis 2022, aux côtés des élus et des industriels, un développement industriel majeur, et crée le Laboratoire territorial industriel Fos-Berre, considéré comme une innovation nationale en terme d'association des parties-prenantes à la co-construction de l'avenir de leur territoire. Il reçoit en 2024 pour cette action le trophée de l'innovation pour l'administration territoriale du ministère de l'Intérieur des mains du secrétaire général du ministère, Didier Martin . Il quitte néanmoins prématurément son poste en février 2025.

### Engagement intellectuel
Régis Passerieux est l’auteur de nombreux articles, publiés notamment dans La Revue politique et parlementaire, dont il est membre du comité de rédaction, où il aborde la souveraineté, l’État stratège, la refondation politique, et la figure de Charles de Gaulle comme inspirateur d’une vision incarnée de la France, et de deux essais.

### Principales publications
- Bouges ta gauche, Éditions du Rocher (2021) , pamphlet appelant au renouveau de la gauche, critique de l’hédonisme post-68.
- Une France à réinventer, Éditions de Paris (2017), plaidoyer pour une société fondée sur le bien commun et la transmission .
- Refondation : un projet en débat (2018)
- « Une renaissance politique européenne » (avec S. Rozès) [13], Revue politique et parlementaire (2020)
- « Pas de solution à la crise sans refondation de l’État » [13], Revue politique et parlementaire (2020)
- « Charles de Gaulle, la nation et la souveraineté » [13], Revue politique et parlementaire (2019)

### Refondation: un projet politique
En 2017, Régis Passerieux cofonde Refondation, une structure politique issue du courant chrétien de gauche. Préalablement, Les Poissons roses, mouvement de la gauche chrétienne, avait tenté de porter une candidature à la primaire socialiste de 2017 en lui demandant de l'incarner .
Refondation se veut une alternative politique au libéralisme économique et au repli populiste. Le mouvement promeut une « vie bonne », la reconstruction du lien social, l’écologie humaine, et une économie de réciprocité. Il défend une subsidiarité ascendante, une justice enracinée, et une relecture personnaliste de la société.
La doctrine de Refondation s’inspire d’une éthique sociale issue du personnalisme chrétien et de la pensée sociale européenne. Le mouvement a organisé en 2017 les « Journées de la Refondation » , avec des témoins et acteurs de terrain, avant de lancer un processus programmatique articulé autour de sept conventions thématiques (écologie, santé, travail, lien social, Europe, etc.). Régis Passerieux quitte la fonction de secrétaire général et le mouvement Refondation en 2021 en rejoignant le corp préfectoral.

### Distinctions
- Chevalier de la Légion d'honneur
- Lauréat  de l’Université de Montpellier (droit public)